# Diogo Correa de Oliveira
Diogo Correa de Oliveira (født 8. april 1983, død 9. juni 2021) var en brasiliansk fodboldspiller.